# Centro internazionale di fisica teorica Abdus Salam

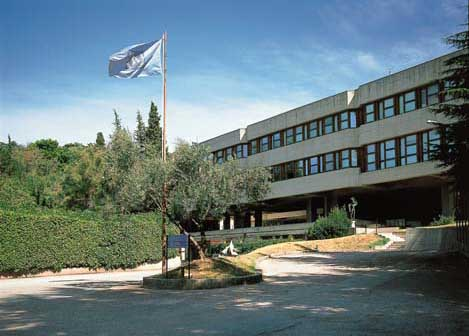
Sede dell'ICTP

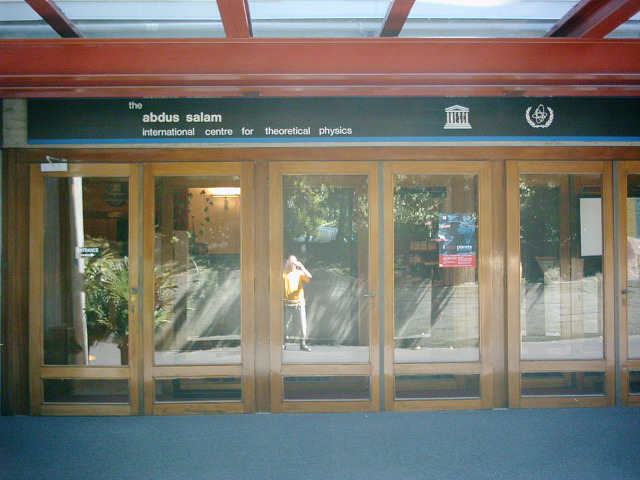
L'ingresso all'ICTP, con l'intitolazione ad Abdus Salam

Il Centro internazionale di fisica teorica Abdus Salam  (International Centre for Theoretical Physics, in sigla ICTP) è un centro di ricerca che ha sede a Trieste, in località Miramare.

## Storia
Sotto impulso di Paolo Budinich e Claudio Villi, il centro è stato fondato nel 1964 dal fisico Abdus Salam, originario del Pakistan, premio Nobel per la fisica nel 1979 per il suo importante contributo alla teoria dell'interazione elettrodebole. Salam, morto nel 1996, è stato direttore del centro fino al 1993. In suo onore, il centro ha oggi il nome di Abdus Salam International Centre for Theoretical Physics.
Il centro opera in base a un accordo tra il governo italiano e due agenzie delle Nazioni Unite: 
- UNESCO - United Nations Educational, Scientific and Cultural Organization;
- IAEA - International Atomic Energy Agency.

## Attività
Il suo scopo è quello di promuovere gli studi e le ricerche nel campo della fisica e della matematica, in particolar modo tra gli studenti e i ricercatori dei paesi in via di sviluppo, e di favorire lo scambio di idee e la collaborazione tra gli scienziati di tutti i paesi del mondo.
L'istituto è uno dei centri più importanti della comunità scientifica internazionale. È noto anche per il fatto che assegna uno dei più importanti riconoscimenti riservati ai fisici teorici, ossia la Medaglia Dirac.

## Elenco dei direttori
- 1964-1993 Abdus Salam
- 1994-1995 Luciano Bertocchi - ad interim
- 1995-2002 Miguel Angel Virasoro
- 2002-2003 Erio Tosatti -  ad interim
- 2003-2009 Katepalli R. Sreenivasan
- 2009-2019 Fernando Quevedo[1]
- 2019- Atish Dabholkar[2]